# Riu Nyabarongo
El riu Nyabarongo és el principal riu de Ruanda. Forma part de la conca del Nil. El riu neix en el bosc Nyungwe, en un lloc que alguns consideren la més allunyada de les fonts del Nil. Des d'allí flueix cap al nord i després cap al sud-est del país, on desemboca en el riu Kagera, del que és el principal tributari.

## Curs
El Nyabarongo neix d'una sèrie de rierols en el sud-oest de Rwanda. El més llarg d'ells, el Rukarara sorgeix en el bosc Nyungwe, a pocs quilòmetres al sud de Gisovu. Quan el Nyabarongo conflueix al seu torn amb el riu Akanyaru, dona lloc al naixement del riu Akagera, i, aigües avall, en rebre aquest per la dreta al riu Ruvubu, dona lloc finalment al riu Kagera.

## Aiguamolls
El curs del Nyabarongo flueix a través d'una zona d'aiguamolls de gran importància ecològica d'uns 142 km² d'extensió. Acull a espècies amenaçades, especialment ocells, com el martinet de Madagascar o martinet ros de Madagascar (Ardeola idae), espècie amenaçada; l'especie gairebé amenaçada gonolek dels papirs (Laniarius mufumbiri), de la família de les malaconotidae; i l'espècie vulnerable grua coronada collgrisa (Balearica regulorum). També hi ha exemplars de sitatunga (Tragelaphus spekii), en situació de risc mínim.
Aquests aiguamolls estan sota seriosa pressió agrícola i no tenen cap protecció especial.
Les següents espècies, que habiten en els aiguamolls del Nyabarongo, estan qualificades com a amenaçades: Laniarius mufumbiri, Cisticola carruthersi, Bradypterus carpalis, Chloropeta gracilirostris, Turdoides sharpei, Ploceus castanops, Nesocharis ansorgei i Serinus koliensis.